# یانا کولوکانووا
یانا کولوکانووا (استونیایی: Jana Kolukanova؛ زادهٔ ۴ اوت ۱۹۸۱) شناگر اهل استونی است. وی در بازی‌های المپیک تابستانی ۲۰۰۰ و ۲۰۰۴ شرکت کرده است.